# Astragalus emoryanus
Astragalus emoryanus är en ärtväxtart som först beskrevs av Per Axel Rydberg, och fick sitt nu gällande namn av Cory. Astragalus emoryanus ingår i släktet vedlar, och familjen ärtväxter.

## Underarter
Arten delas in i följande underarter:
- A. e. emoryanus
- A. e. terlinguensis